# 罗伯特·韦尔斯
罗伯特·韦尔斯（英語：Robert Wells，1961年5月15日—），英国前男子拳击运动员。他曾代表英国参加1984年夏季奥林匹克运动会拳击比赛，获得男子91公斤以上级铜牌。